# Kalkflugsandgebiet Mainz-Ingelheim
Kalkflugsandgebiet Mainz-Ingelheim este o arie protejată (arie specială de conservare — SAC, sit de importanță comunitară — SCI) din Germania întinsă pe o suprafață de 1.302 ha, integral pe uscat.

## Localizare
Centrul sitului Kalkflugsandgebiet Mainz-Ingelheim este situat la coordonatele 50°00′23″N 8°09′56″E / 50.0064°N 8.1656°E.

## Înființare
Situl Kalkflugsandgebiet Mainz-Ingelheim a fost declarat sit de importanță comunitară în martie 2001 pentru a proteja 1 specie de plante și 3 specii de animale. Situl a fost protejat și ca arie specială de conservare în octombrie 2005.

## Biodiversitate
Situată în ecoregiunea continentală, aria protejată conține 10 habitate naturale: Vegetație psamofilă uscată cu pășuni deschise de Corynephorus și Agrostis, Ape puternic oligomezotrofe cu vegetație bentonică cu Chara spp., Lacuri eutrofice naturale cu vegetație de tip Magnopotamion sau Hydrocharition, Pajiști calcaroase din nisipuri xerice, Pajiști uscate seminaturale și facies de acoperire cu tufișuri pe substraturi calcaroase (Festuco-Brometalia) (* situri importante pentru orhidee), Pajiști stepice subpanonice, Fânețe de joasă altitudine (Alopecurus pratensis, Sanguisorba officinalis), Păduri de fag Asperulo-Fagetum, Păduri de stejar și carpen Galio-Carpinetum, Păduri de pin din stepa sarmatică.
La baza desemnării sitului se află mai multe specii protejate:
- plante (1): Jurinea cyanoides
- păsări (2): ciocârlie de pădure (Lullula arborea), pupăză (Upupa epops)
- nevertebrate (1): Euplagia quadripunctaria